# Afrikanska mästerskapen i fäktning 2014
Afrikanska mästerskapen i fäktning 2014 arrangerades mellan den 20 och 24 juni 2014 i Kairo i Egypten. Det var den 14:e upplagan av afrikanska mästerskapen i fäktning.

## Medaljörer

### Herrar
| Gren                  | Guld                                                                       | Silver                                                                      | Brons                                                                            |
| Värja, individuellt   | Ahmed El-Saghir                                                            | Ayman Alaa El-Din                                                           | Muhannad Saif El-Din                                                             |
| Värja, individuellt   | Ahmed El-Saghir                                                            | Ayman Alaa El-Din                                                           | Abdel-Karim El Haouari                                                           |
| Värja, lag            | Egypten Ahmed El-Saghir Ayman Alaa El-Din Ahmed Nabil Muhannad Saif El-Din | Marocko Abdel-Karim El Haouari Amine Faleh Aissam Rami Zacharie Hervé Roger | Senegal Alexandre Bouzaid Cheikh Omar Diallo Bourama Kéba Sagnan Mouhamadou Sall |
| Florett, individuellt | Mohamed Samandi                                                            | Tarek Fouad                                                                 | Alaaeldin Abouelkassem                                                           |
| Florett, individuellt | Mohamed Samandi                                                            | Tarek Fouad                                                                 | Mohamed Ayoub Ferjani                                                            |
| Florett, lag          | Egypten Alaaeldin Abouelkassem Tarek Fouad Mohamed Essam Hazem Khazbak     | Tunisien Mohamed Ayoub Ferjani Mohamed Samandi Fares Zidi                   | Senegal Babacar Kadam Ibrahima Keïta Yancoba Sagna Mouhamadou Sall               |
| Sabel, individuellt   | Ziad El-Sissy                                                              | Yémi Apithy                                                                 | Aly Adel                                                                         |
| Sabel, individuellt   | Ziad El-Sissy                                                              | Yémi Apithy                                                                 | Amine Akkari                                                                     |
| Sabel, lag            | Egypten Aly Adel Ahmed Amr Ziad El-Sissy Mohab Shawky                      | Tunisien Amine Akkari Iheb Ben Chaabene Fares Ferjani Hichem Samandi        | Senegal Amadou Moustapha Diagne Ibrahima Keïta Ibrahima Konté Mouhamadou Sall    |

### Damer
| Gren                  | Guld                                                                 | Silver                                                                         | Brons                                                            |
| Värja, individuellt   | Sarra Besbes                                                         | Juliana Barrett                                                                | Ayah Mahdy                                                       |
| Värja, individuellt   | Sarra Besbes                                                         | Juliana Barrett                                                                | Salma Mokabel                                                    |
| Värja, lag            | Tunisien Dorra Ben Jaballah Sarra Besbes Inès Boubakri Maya Mansouri | Sydafrika Juliana Barrett Tamryn Carfoot Giselle Vicatos                       | Egypten Bassant Dinar Ayah Mahdy Salma Mokabel Hala Yehia        |
| Florett, individuellt | Inès Boubakri                                                        | Iman Shaban                                                                    | Anissa Khelfaoui                                                 |
| Florett, individuellt | Inès Boubakri                                                        | Iman Shaban                                                                    | Amena Nour                                                       |
| Florett, lag          | Egypten Noura Mohamed Amena Nour Iman Shaban Aida Yasser             | Algeriet Narimene El-Houari Anissa Khelfaoui Louiza Khelfaoui Khadidja Zerabib | Ingen medaljör                                                   |
| Sabel, individuellt   | Azza Besbes                                                          | Amira Ben Chaabane                                                             | Abik Boungab                                                     |
| Sabel, individuellt   | Azza Besbes                                                          | Amira Ben Chaabane                                                             | Nada Hafez                                                       |
| Sabel, lag            | Tunisien Amira Ben Chaabane Azza Besbes Yosra Ghrairi                | Egypten Mennatalla Ahmed Yasser Nada Hafez Lila Khallaf Seham Saad             | Algeriet Sonia Abdiche Sarah Atrouz Abik Boungab Amira El-Hafaia |

## Medaljtabell
*   Värdland ( Egypten)
| Nr                  | Nation              | Guld | Silver | Brons | Totalt |
| ------------------- | ------------------- | ---- | ------ | ----- | ------ |
| 1                   | Egypten*            | 6    | 4      | 8     | 18     |
| 2                   | Tunisien            | 6    | 3      | 2     | 11     |
| 3                   | Sydafrika           | 0    | 2      | 0     | 2      |
| 4                   | Algeriet            | 0    | 1      | 3     | 4      |
| 5                   | Marocko             | 0    | 1      | 1     | 2      |
| 6                   | Benin               | 0    | 1      | 0     | 1      |
| 7                   | Senegal             | 0    | 0      | 3     | 3      |
| Totalt (7 nationer) | Totalt (7 nationer) | 12   | 12     | 17    | 41     |